# 潟尻川
潟尻川（かたじりがわ）は、秋田県仙北市を流れる雄物川水系の川の一つである。田沢湖の唯一の自然流出河川。

## 流路
田沢湖に源を発する。秋田県道60号田沢湖畔線に沿って流れ、桧木内川、玉川を経て雄物川に合流する。

## 流域の自治体
秋田県
仙北市

## 周辺
- 漢槎宮
- 秋田県道60号田沢湖畔線